# Brayden Schnur
Brayden Schnur (Pickering, 4 juli 1995) is een Canadese tennisser.

## Palmares
| Legenda                       | Legenda               |
| ----------------------------- | --------------------- |
| Grand Slam                    |                       |
| Olympische Spelen             |                       |
| tot 2009                      | vanaf 2009            |
| Tennis Masters Cup            | ATP Finals            |
| ATP Masters Series            | ATP Tour Masters 1000 |
| ATP International Series Gold | ATP Tour 500          |
| ATP International Series      | ATP Tour 250          |

### Enkelspel
| Nr.              | Datum            | Toernooi      | Ondergrond    | Tegenstanders in finale | Score               | Details |
| ---------------- | ---------------- | ------------- | ------------- | ----------------------- | ------------------- | ------- |
| Verloren finales |                  |               |               |                         |                     |         |
| 1.               | 17 februari 2019 | ATP Uniondale | Hardcourt (i) | Reilly Opelka           | 1-6, 7-6(7), 6-7(7) | Details |

### Landencompetities
| Nr.              | Datum            | Toernooi | Ondergrond | Partner(s)                                         | Tegenstanders in finale                                                                                   | Score               | Details |
| ---------------- | ---------------- | -------- | ---------- | -------------------------------------------------- | --- | ------------------- | ------- |
| Gewonnen finales |                  |          |            |                                                    | |                     |         |
| 1.               | 1-9 januari 2022 | ATP Cup  | Hardcourt  | Félix Auger-Aliassime Denis Shapovalov Steven Diez | Roberto Bautista Agut Pablo Carreño Busta Albert Ramos Viñolas Alejandro Davidovich Fokina Pedro Martínez | 2-0 (2 wedstrijden) | Details |

## Prestatietabel grandslamtoernooien
| Legenda | Legenda                          |
| ------- | -------------------------------- |
| g.t.    | geen toernooi gehouden           |
| l.c.    | lagere categorie                 |
| –       | niet deelgenomen                 |
| G       | uitgeschakeld in de groepsfase   |
| 1R      | uitgeschakeld in de eerste ronde |
| 2R      | uitgeschakeld in de tweede ronde |
| 3R      | uitgeschakeld in de derde ronde  |
| 4R      | uitgeschakeld in de vierde ronde |
| KF      | uitgeschakeld in de kwartfinale  |
| HF      | uitgeschakeld in de halve finale |
| F       | de finale verloren               |
| W       | het toernooi gewonnen            |
| w-v     | winst/verlies-balans             |

### Enkelspel
| Grandslamtoernooien  |      |      |      |     |
| Australian Open      | –    | –    | –    | –   |
| Roland Garros        | –    | –    | –    | –   |
| Wimbledon            | –    | –    | 1R   | –   |
| US Open              | –    | –    | 1R   | –   |
| ATP Masters 1000     |      |      |      |     |
| Indian Wells         | –    | –    | –    | –   |
| Miami                | –    | –    | –    | –   |
| Monte Carlo          | –    | –    | –    | –   |
| Madrid               | –    | –    | –    | –   |
| Rome                 | –    | –    | –    | –   |
| Montreal/Toronto     | 1R   | 1R   | 1R   | 1R  |
| Cincinnati           | –    | –    | –    | –   |
| Shanghai             | –    | –    | –    | –   |
| Parijs               | –    | –    | –    | –   |
| Olympische Spelen    |      |      |      |     |
| Olympische Spelen    | g.t. | g.t. | g.t. | –   |
| statistieken         |      |      |      |     |
| totaal aantal titels | 0    | 0    | 0    | 0   |
| eindejaarsranking    | 624  | 217  | 106  | 238 |

### Dubbelspel
| Grandslamtoernooien  |      |     |
| Australian Open      | –    | –   |
| Roland Garros        | –    | –   |
| Wimbledon            | –    | –   |
| US Open              | –    | –   |
| ATP Masters 1000     |      |     |
| Indian Wells         | –    | –   |
| Miami                | –    | –   |
| Monte Carlo          | –    | –   |
| Madrid               | –    | –   |
| Rome                 | –    | –   |
| Montreal/Toronto     | 2R   | 1R  |
| Cincinnati           | –    | –   |
| Shanghai             | –    | –   |
| Parijs               | –    | –   |
| Olympische Spelen    |      |     |
| Olympische Spelen    | g.t. | –   |
| statistieken         |      |     |
| totaal aantal titels | 0    | 0   |
| eindejaarsranking    | 315  | 286 |